# Dispečink

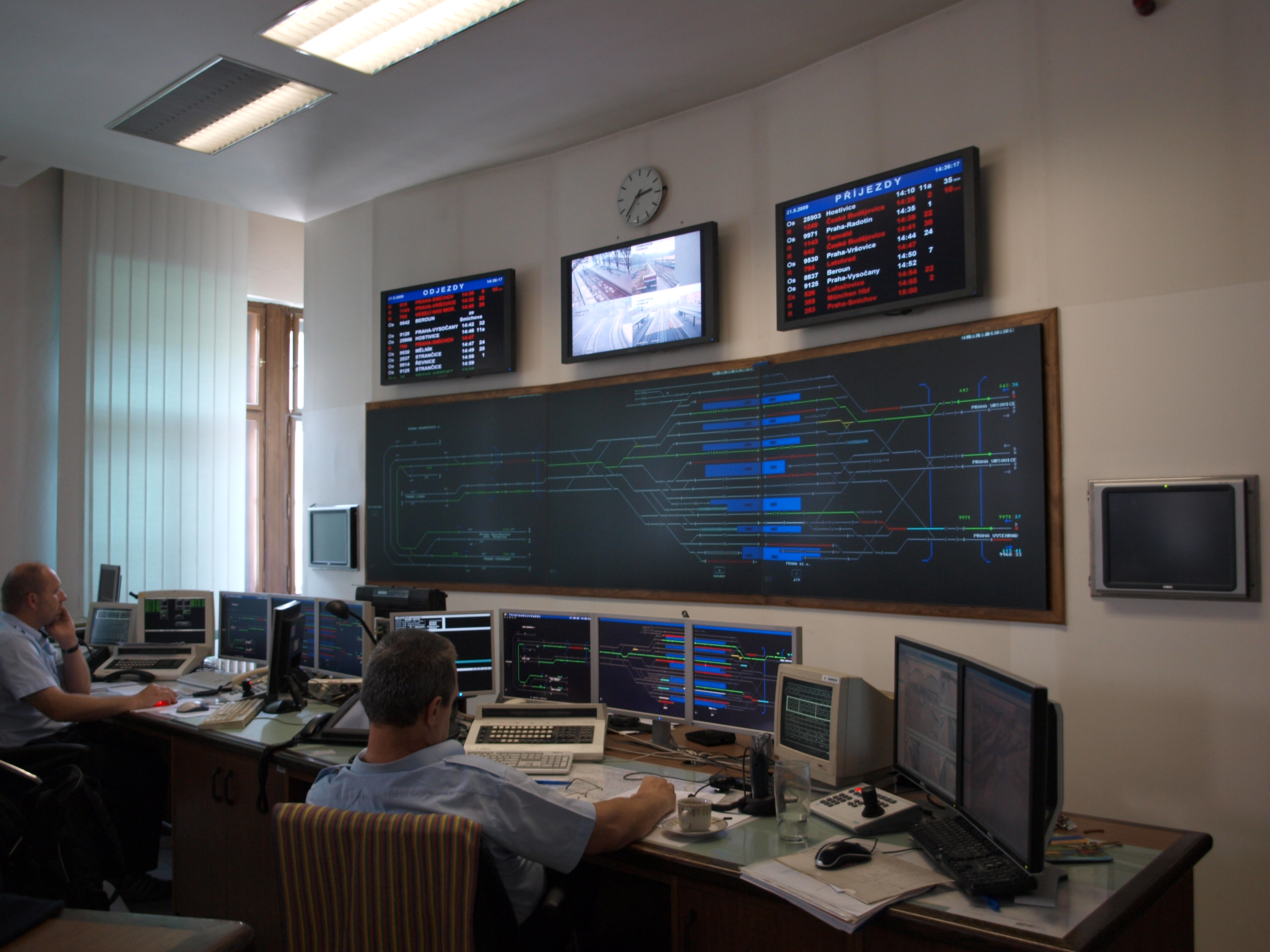
Dispečink železniční stanice Praha hlavní nádraží

Dispečink (anglicky dispatch – vyslat) je odborný pojem, označující formu ústředního operativního řízení a organizace nějakého složitějšího technologického celku, např. výroby ve velkém průmyslovém závodě, v elektrárně, při distribuci energetických surovin či elektrické energie z míst jejich výroby či skladování do míst jejich konečné spotřeby, v dopravních a spedičních společnostech nebo pro velké dopravní systémy. V češtině se slovem dispečink většinou neoznačuje přímo tato činnost, ale především ústřední pracoviště, z nějž je řízena, a příslušná organizační jednotka. Pracovníci a pracovnice provádějící dispečink (ať už v centrále, nebo na dislokovaných stanovištích či mobilně) se nazývají dispečeři či dispečerky.
Operativní dispečerské řízení takovýchto velkých, často plošně velice rozsáhlých celků, vyžaduje využívání nejrůznějších prvků a složitých systémů z oblasti telekomunikační, řídící, regulační, sdělovací a výpočetní techniky.
Dispečerská pracoviště zajišťující chod a průběh velkých společenských, bezpečnostních nebo vojenských akcí a časově či plošně rozsáhlých událostí také obvykle existují, bývají ovšem obvykle označována pojmem štáb (ústřední štáb, hlavní štáb, generální štáb, krizový štáb apod.).

## Dispečinky v dopravě
- letecká dispečerská služba - letecký dispečink
- železniční dispečink
  - dispečerské pracoviště dálkově ovládaného zabezpečovacího zařízení
- dispečink městské hromadné dopravy (možná specializace na dopravní či provozní dispečink, technický dispečink, energetický dispečink, traťového dispečera, oblastního dispečera atd.)
- dispečink silniční dopravy (zejména pro dálkové ovládání světelných signalizačních zařízení a proměnných dopravních značek v závislosti na provozní situaci (kongesce) a dopravních nehodách, případně též pro evidenci a řešení závad na komunikacích
- dispečink distribuční logistiky (sítě) firmy

## Dispečinky v elektroenergetice
Dispečerské řízení elektrizační soustavy probíhá na základě znalosti okamžitého provozního stavu elektrické sítě, sestávajícího ze souboru dálkových měření okamžitých provozních parametrů soustavy (napětí v uzlech sítě, proudy a výkony tekoucích po větvích sítě) a okamžitých dálkových signalizací stavů spínacích prvků resp. odboček transformátorů soustavy (vypnuto/zapnuto resp. pozice) zobrazených v (off-line nakresleném) schématu elektrické sítě zobrazeném (v tzv. SCADA systému) na velkoplošných obrazovkách na velíně (dispečinku) soustavy, a to on-line přenášených ze soustavy do SCADA systému přes tzv. koncentrátor dat. Řízení pak spočívá v dálkovém povelování např. stavů spínacích prvků soustavy, přenášených ze SCADA systému do soustavy. Řízení elektrizační soustavy probíhá hierarchicky, tj. zvláště se řídí přenosová soustava (Energy management system) a distribuční soustava (Distribution management system).